# Серия W в сезоне 2020
Серия W 2020 года — несостоявшийся второй сезон женской автогоночной Серии W, проводится с применением техники Формулы-3.
Первая гонка сезона должна была пройти 30 мая 2020 года на трассе Игора Драйв в Приозерском районе, Ленинградской области, Россия, а финальная 31 октября на Автодроме имени братьев Родригес, Мехико, Мексика. В общей сложности во втором сезоне должно было пройти 8 Гран-при, как на трассах Европы: в (России, Швеции, Италии, Германии, Великобритании и Нидерландах) так и на трассах Северной Америке: в (США и Мексике). По запланированному календарю Гран-при должны были быть гонками поддержки DTM и Формулы-1. Шесть этапов гонок поддержки DTM и два Формулы-1

## Влияние пандемии COVID-19 на мировой спорт
Из-за вспыхнувшей пандемии коронавирусной инфекции COVID-19 множество крупных спортивных соревнований по всему миру были отменены или перенесены на неопределённое время. 4 июня было принято решение отменить сезон серии W 2020 года. По примеру других гоночных серий были проведены 10 гоночных заездов по киберспорту на iRacing.

## Пилоты серии
Двенадцать лучших пилотесс закончивших сезон 2019 года с 1 по 12 место, автоматически получили право участвовать в сезоне 2020 года. Оставшиеся восемь мест в составе пилотесс оспаривали сорок новых участниц подавших заявки на участие в сезоне. Из сорока претенденток только четырнадцать из них приняли участие в первом тесте, который состоялся в период с 16 по 18 сентября 2019 года на трассе Circuito De Almeria в Испании.
Оценку осуществляют команда судей, включая Дэвида Култхарда, Александра Вурца и Лин Сент-Джеймс, которые выбирают итоговый список пилотесс, получивших право выступит в сезоне серии W на болиде Tatuus T-318. Претендентки проходят серию тестов, в которых проверяются их навыки в гонках, физическая подготовку, проходят медиа-тренинги (работа с камерой, журналистами, публикой), так же смотрятся результаты в предыдущих гоночных заездах. Далее проходят финальные серии заездов на выбывание на трассе Circuito De Almeria.

### Пилоты не прошедшие квалификацию

#### Пилотессы сезона 2019 не участвовавшие в тестах
Следующие восемь пилотесс были участницами сезона серии W 2019 года, занявшие в итоговом зачёте места с 13 по 20 и не прошедшие автоматически квалификацию на 2020 год:
 Сара Бови
 Меган Гилкс
 Эсме Хоуки
 Ши Холбрук
 Вивьен Кестхейи
 Гося Рдест
 Наоми Шифф
 Кэйтлин Вуд

#### Выбыли после аттестации и тестов
Следующие восемь пилотесс претендовали на участие в серии W сезона 2020 года, не участвуя в соревнованиях в 2019 году. По итогам аттестационных тестов не попали в итоговый список, не пройдя аттестацию, либо отказавшись от участия:
 Кортни Кроун
 Мишель Гаттинг
 Ханна Гришэм
 Челси Херберт
 Анна Иноцуме
 Габриэла Йилкова
 Кэтрин Легг
 Эбби Манро

### Пилоты прошедшие квалификацию
Все болиды эксплуатировались единственно командой Hitech GP, используемое шасси Tatuus T-318, а шины от поставщика Hankook.
| №         | Пилот           |
| --------- | --------------- |
| 5         | Фабьен Вольвенд |
| 7         | Эмма Кимилайнен |
| 11        | Вики Пирия      |
| 17        | Айла Огрен      |
| 19        | Марта Гарсия    |
| 21        | Джессика Хокинс |
| 22        | Белен Гарсия    |
| 26        | Сара Мур        |
| 27        | Элис Пауэлл     |
| 31        | Тасмин Пеппер   |
| 32        | Нереа Марти     |
| 37        | Сэйбр Кук       |
| 44        | Эбби Итон       |
| 51        | Ирина Сидоркова |
| 55        | Джейми Чедвик   |
| 85        | Мики Кояма      |
| 95        | Бейтске Виссер  |
| 97        | Бруна Томаселли |
| Резерв    |                 |
| –         | –               |
| –         | –               |
| Источник: |                 |

## Календарь на сезон
Гонки Серии W проводятся в качестве гонок поддержек этапов Deutsche Tourenwagen Masters (DTM) и Формулы-1 В календаре сезона 2020 года в Серии W значились восемь этапов. которые в итоге были отменены.
| № | Трасса                          | Место проведения                                 | Дата    |
| - | ------------------------------- | ------------------------------------------------ | ------- |
| 1 | Игора Драйв                     | Приозерский район, Ленинградская область, Россия | Отменён |
| 2 | Андерсторп                      | Андерсторп, Швеция                               | Отменён |
| 3 | Монца                           | Монца, Италия                                    | Отменён |
| 4 | Норисринг                       | Нюрнберг, Германия                               | Отменён |
| 5 | Брэндс-Хэтч                     | Вест-Кингсдаун, Великобритания                   | Отменён |
| 6 | Ассен                           | Ассен, Нидерланды                                | Отменён |
| 7 | Америк                          | округ Тревис, Техас США                          | Отменён |
| 8 | Автодром имени братьев Родригес | Мехико, Мексика                                  | Отменён |

## Результаты гонок

### Отмена календаря из-за пандемии коронавируса
Из-за глобальной пандемии COVID-19 Серия W не будет проводить гонки на треке до 2021 года. Тем не менее, уже есть планы на более крупный и лучший сезон серии W в 2021  году, включая по крайней мере две гонки в календаре Формулы-1, в Остине, штат Техас, США, и в Мехико, Мексика.

## Зачёт чемпионата
Очки присуждаются десяти лучшим классифицированным пилотам в следующим порядке:
| Система начисления очков | Система начисления очков | Система начисления очков | Система начисления очков | Система начисления очков | Система начисления очков | Система начисления очков | Система начисления очков | Система начисления очков | Система начисления очков | Система начисления очков |
| Место                    | Первое                   | Второе                   | Третье                   | Четвёртое                | Пятое                    | Шестое                   | Седьмое                  | Восьмое                  | Девятое                  | Десятое                  |
| ------------------------ | ------------------------ | ------------------------ | ------------------------ | ------------------------ | ------------------------ | ------------------------ | ------------------------ | ------------------------ | ------------------------ | ------------------------ |
| Очки                     | 25                       | 18                       | 15                       | 12                       | 10                       | 8                        | 6                        | 4                        | 2                        | 1                        |

| Легенда к таблице |                                                                    |
| --- | ------------------------------------------------------------------ |
| В таблице перечислены результаты всех гонок сезона. Строками таблицы являются гонщики или команды, столбцами — этапы соревнований. В каждой клетке указан результат, дополнительно обозначенный цветом. Расшифровка обозначений и цветов представлена в нижеследующей таблице. |                                                                    |
| \| Пример \| Описание \| \| ------------ \| ------------------------------------------------------------------ \| \| 1 \| Победитель \| \| 2 \| Второе место \| \| 3 \| Третье место \| \| 5 \| Финишировал, заработав очки \| \| Сход \| Не финишировал, но при этом заработал очки \| \| 12 \| Финишировал, не получив очков \| \| НКЛ \| Финишировал, но не попал в финальную классификацию \| \| 15 \| Участвовал вне зачёта, либо по отдельной классификации \| \| 18 \| Не финишировал, но попал в финальную классификацию \| \| Сход \| Не финишировал \| \| НКВ \| Не прошёл квалификацию \| \| НПКВ \| Не прошёл предквалификацию \| \| ДСК \| Дисквалифицирован \| \| ИСК \| Исключён из протокола соревнований \| \| ТТ \| Заявлен для участия только в тренировках \| \| НС \| Участвовал в квалификации, но не стартовал в гонке \| \| Т \| Травмирован или болен \| \| ОТК \| Отказ от участия \| \| НТР \| Прибыл на соревнования, но на трассу не выезжал \| \| НПР \| Был заявлен в числе участников, но не прибыл к началу соревнований \| \| О \| Соревнования отменены \| \| \| Не участвовал \| \| Поул-позиция \| \| \| Быстрый круг \| \| |                                                                    |
| Пример | Описание                                                           |
| 1 | Победитель                                                         |
| 2 | Второе место                                                       |
| 3 | Третье место                                                       |
| 5 | Финишировал, заработав очки                                        |
| Сход | Не финишировал, но при этом заработал очки                         |
| 12 | Финишировал, не получив очков                                      |
| НКЛ | Финишировал, но не попал в финальную классификацию                 |
| 15 | Участвовал вне зачёта, либо по отдельной классификации             |
| 18 | Не финишировал, но попал в финальную классификацию                 |
| Сход | Не финишировал                                                     |
| НКВ | Не прошёл квалификацию                                             |
| НПКВ | Не прошёл предквалификацию                                         |
| ДСК | Дисквалифицирован                                                  |
| ИСК | Исключён из протокола соревнований                                 |
| ТТ | Заявлен для участия только в тренировках                           |
| НС | Участвовал в квалификации, но не стартовал в гонке                 |
| Т | Травмирован или болен                                              |
| ОТК | Отказ от участия                                                   |
| НТР | Прибыл на соревнования, но на трассу не выезжал                    |
| НПР | Был заявлен в числе участников, но не прибыл к началу соревнований |
| О | Соревнования отменены                                              |
| | Не участвовал                                                      |
| Поул-позиция |                                                                    |
| Быстрый круг |                                                                    |

| Место | Пилот           | №  | ИДР | АНД | МОН | НОР | БРХ | АСС | АМЕ | БРР | Очки |
| ----- | --------------- | -- | --- | --- | --- | --- | --- | --- | --- | --- | ---- |
| —     | Фабьен Вольвенд | 5  | —   | —   | —   | —   | —   | —   | —   | —   | —    |
| —     | Эмма Кимилайнен | 7  | —   | —   | —   | —   | —   | —   | —   | —   | —    |
| —     | Вики Пирия      | 11 | —   | —   | —   | —   | —   | —   | —   | —   | —    |
| —     | Айла Огрен      | 17 | —   | —   | —   | —   | —   | —   | —   | —   | —    |
| —     | Марта Гарсия    | 19 | —   | —   | —   | —   | —   | —   | —   | —   | —    |
| —     | Джессика Хокинс | 21 | —   | —   | —   | —   | —   | —   | —   | —   | —    |
| —     | Белен Гарсия    | 22 | —   | —   | —   | —   | —   | —   | —   | —   | —    |
| —     | Сара Мур        | 26 | —   | —   | —   | —   | —   | —   | —   | —   | —    |
| —     | Элис Пауэлл     | 27 | —   | —   | —   | —   | —   | —   | —   | —   | —    |
| —     | Тасмин Пеппер   | 31 | —   | —   | —   | —   | —   | —   | —   | —   | —    |
| —     | Нереа Марти     | 32 | —   | —   | —   | —   | —   | —   | —   | —   | —    |
| —     | Сэйбр Кук       | 37 | —   | —   | —   | —   | —   | —   | —   | —   | —    |
| —     | Эбби Итон       | 44 | —   | —   | —   | —   | —   | —   | —   | —   | —    |
| —     | Ирина Сидоркова | 51 | —   | —   | —   | —   | —   | —   | —   | —   | —    |
| —     | Джейми Чедвик   | 55 | —   | —   | —   | —   | —   | —   | —   | —   | —    |
| —     | Мики Кояма      | 85 | —   | —   | —   | —   | —   | —   | —   | —   | —    |
| —     | Бейтске Виссер  | 95 | —   | —   | —   | —   | —   | —   | —   | —   | —    |
| —     | Бруна Томаселли | 97 | —   | —   | —   | —   | —   | —   | —   | —   | —    |
| —     | —               | —  | —   | —   | —   | —   | —   | —   | —   | —   | —    |
| —     | —               | —  | —   | —   | —   | —   | —   | —   | —   | —   | —    |
| Место | Пилот           | №  | ИДР | АНД | МОН | НОР | БРХ | АСС | АМЕ | БРР | Очки |